# 钱鸣高
钱鸣高（1932年12月11日—2022年9月23日），男，江苏无锡人，中国采矿工程专家，中国矿业大学教授，中国工程院院士。

## 生平
1954年毕业于东北工学院。1995年当选为中国工程院院士。